# Championnats du monde de cyclisme sur piste 1899
Navigation
Vienne 1898 Paris 1900
Les Championnats du monde de cyclisme sur piste 1899 ont eu lieu à Montréal au Canada, du 9 au 11 août 1899. Les épreuves se sont déroulées au vélodrome de Queen's Park, dans la ville de Verdun, aujourd'hui arrondissement de Montréal,,,,.

## Résultats

### Podiums professionnels
| Compétition | Or                      | Argent                 | Bronze                          |
| ----------- | ----------------------- | ---------------------- | ------------------------------- |
| Vitesse     | Major Taylor États-Unis | Tom Butler États-Unis  | Gaston Courbe d'Outrelon France |
| Demi-fond   | Harry Gibson Canada     | Hugh Mclean États-Unis | Alfred Boake Canada             |

### Podiums amateurs
| Compétition | Or                                 | Argent                  | Bronze                      |
| ----------- | ---------------------------------- | ----------------------- | --------------------------- |
| Vitesse     | Thomas Summersgill Grande-Bretagne | Earl Peabody États-Unis | John Caldow Grande-Bretagne |
| Demi-fond   | John Nelson États-Unis             | Ben Goodson Australie   | William Riddle Canada       |

## Tableau des médailles
| Rang  | Nation          | Or | Argent | Bronze | Total |
| ----- | --------------- | -- | ------ | ------ | ----- |
| 1     | États-Unis      | 2  | 3      | 0      | 5     |
| 2     | Canada          | 1  | 0      | 2      | 3     |
| 3     | Grande-Bretagne | 1  | 0      | 1      | 2     |
| 4     | Australie       | 0  | 1      | 0      | 1     |
| 5     | France          | 0  | 0      | 1      | 1     |
| Total | Total           | 4  | 4      | 4      | 12    |